# Maria Giner
Maria Giner (* 26. Oktober 1922 in Thaur; † 30. Jänner 2018) war eine österreichische Politikerin der Tiroler Volkspartei.
Sie war einer der ersten Frauen im Tiroler Landtag, dem sie von 1975 bis 1989 angehörte. Giner war also 14 Jahre als Landtagsabgeordnete tätig und hat sich in dieser Zeit intensiv für die ländliche Bevölkerung und hier vor allem für die Frauen eingebracht.
Sie war auch von 1980 bis 1988 die Landesleiterin der ÖVP Frauen in Tirol.
Ihr wurde das Verdienstkreuz und das Ehrenzeichen des Landes Tirol verliehen.

## Belege
1. 1 2  Eintrag zu Maria Giner auf den Webseiten des Tiroler Landtags
2. ↑  Tiroler Landesregierung: Traueranzeige. (PDF) Abgerufen am 31. Januar 2020.
3. ↑  Liste der Abgeordneten zum Tiroler Landtag (IX. Gesetzgebungsperiode)

| Personendaten    | Personendaten               |
| ---------------- | --------------------------- |
| NAME             | Giner, Maria                |
| KURZBESCHREIBUNG | österreichische Politikerin |
| GEBURTSDATUM     | 26. Oktober 1922            |
| GEBURTSORT       | Thaur                       |
| STERBEDATUM      | 30. Januar 2018             |